# Gare de Luçon
Gare de Luçon – stacja kolejowa w Luçon, w departamencie Wandea, w regionie Kraj Loary, we Francji. Znajduje się na linii Nantes-Saintes.
Jest to stacja Société nationale des chemins de fer français (SNCF), obsługiwana przez pociągi Corail Intercités lub TER Pays de la Loire między Nantes i La Rochelle.